# Josiah Harlan

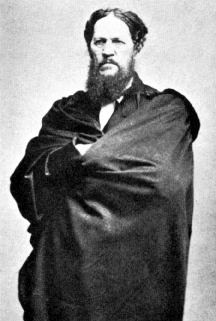
Josiah Harlan con ropas afganas.

Josiah Harlan, Príncipe de Ghor (Municipio de Newlin, Pensilvania, 12 de junio de 1799 - San Francisco, California, 1871) fue un aventurero estadounidense, conocido por haber viajado a Afganistán y el Punjab con la intención de ser hecho rey. Una vez allí se involucró en la política local y las luchas militares entre facciones, consiguiendo el título de Príncipe de Ghor de forma perpetua para él y para sus descendientes como recompensa por sus servicios y consejos militares. Se considera que la novela de Rudyard Kipling, El hombre que pudo reinar está basada en Harlan. Scott Reiniger, protagonista de la película de terror de 1978 Dawn of the Dead, es el tatara-tatara-tatara-nieto de Harlan, y por lo tanto (a partir de 2004) heredero del título de Príncipe de Ghor.

## Memorias
- A Memoir of India and Avghanistaun (Memorias de la India y Afganistán) Philadelphia: J. Dobson, 1842. (en inglés)